# 李守鄘
李守鄘，五代十国南汉将领。
李守鄘有勇力，善于战阵冲锋。交州静海军节度使、安南都护曲承美不服南汉。大有三年（930年），南汉高祖命梁克貞为主将、李守鄘为副将，率兵攻打交州（治所在宋平县，今越南河内市還劍郡），俘获曲承美，夺得交州、峰州、武定州、谅州、陸州、蘇茂州、武安州、郡州、長州、愛州、演州、驩州、唐林州十三州。又南征占城，取寶貨而回。回师，李守鄘與梁克貞受上赏。